# Mongour jezici
Mongour jezici, altajski jezici istočnomongolske skupine koju čine zajednio s jezicima ojrat-halha i dagurskom podskupinom s jezikom daur [dta]. Mongourski jezici govore se na području Kine, a obuhvaćaju pet jezika, to su, viz.: bonan [peh] 6.000 (1999 Junast); dongxiang [sce] 250.000 (1999 Junast); kangjia [kxs] 430 (1999 Sechenchogt); tu [mjg] 152.000 (1999 K. Li); istočni yugur [yuy] 3.000 (1999 Junast)

## Vanjske poveznice
- Ethnologue (14th)
- Ethnologue (15th)